# 卡雅尔
卡雅尔（法語：Cajarc，法語發音：[kajaʁ]）是法国洛特省的一个市镇，位于该省东南部，属于菲雅克区。

## 地名
该地名“Cajarc”发音为[kajaʁ]，字母“c”不发音，《世界地名翻译大辞典》与《世界地名译名词典》将其误译作“卡雅克”。

## 地理
卡雅尔（44°29'8"N, 1°50'34"E）面积25.1 平方千米，位于法国奧克西塔尼大區洛特省，该省份为法国西南部内陆省份，北起顺时针与科雷兹省、康塔爾省、阿韦龙省、塔恩-加龙省、洛特-加龍省和多尔多涅省接壤。
与卡雅尔接壤的市镇（或旧市镇、城区）包括：萨尔瓦尼亚克-卡雅尔、卡德里约、卡尔维尼亚克、格雷阿卢、拉尔纳戈勒、圣舍尔、圣让德洛尔。
卡雅尔的时区为UTC+01:00、UTC+02:00（夏令时）。

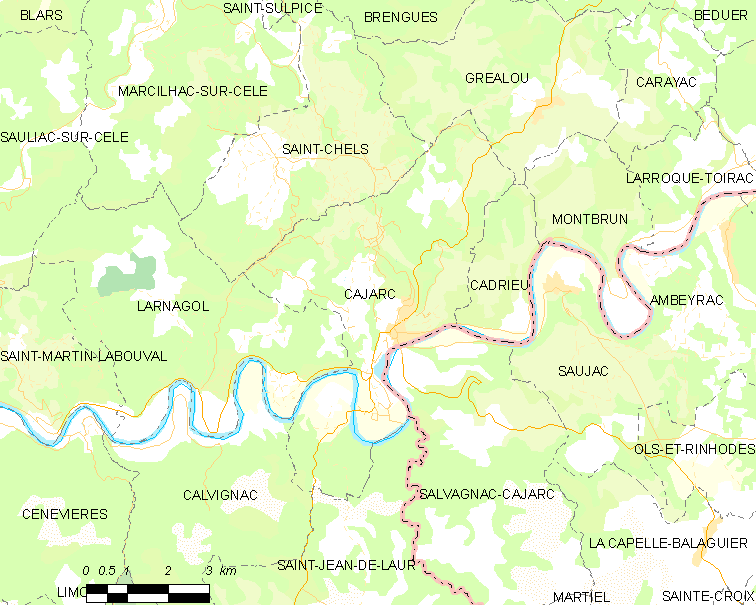
卡雅尔的OSM定位图

## 行政
卡雅尔的邮政编码为46160，INSEE市镇编码为46045。

## 政治
卡雅尔所属的省级选区为科斯与谷地县。

## 人口

1962-2008年间卡雅尔人口变化图示

卡雅尔于2022年1月1日时的人口数量为1134人。